# Внутри (Секретные материалы)
«Внутри» (англ. Within) — первая серия восьмого сезона телесериала «Секретные материалы». Серия продолжает мифологию сериала. «Внутри» была тепло встречена критиками, однако некоторые фанаты были несколько разочарованы появлением в актёрском составе Роберта Патрика, который сыграл роль агента Джона Доггетта.
Серия примечательна тем, что именно в ней происходит отставка агента Малдера и появление агента Доггетта, а также «Внутри» — первая серия с начала запуска сериала, в которой произошли изменения в начальной заставке: были добавлены некоторые новые изображения, а также обновлены фотографии Джиллиан Андерсон и Дэвида Духовны и добавлена фотография Роберта Патрика.

## Сюжет
Дана Скалли переживает глубокие душевные переживания, связанные с похищением Малдера инопланетянами. В офисе Малдера она сталкивается с агентами ФБР, которым новый заместитель директора — Алвин Керш — поручил отыскать её коллегу. Расследование по делу об исчезновении Малдера ведёт специальный агент Джон Доггетт.

## В ролях
- Джиллиан Андерсон в роли агента Даны Скалли
- Дэвид Духовны в роли агента Фокса Малдера
- Роберт Патрик в роли агента Джона Доггетта